# Герб Вовкова (Перемишлянська громада)
Герб Во́вкова — офіційний символ села Вовків, Львівського району Львівської області, затверджений 6 травня 2004 р. рішенням сесії Вовківської сільської ради. Герб є промовистим.
Автор — Андрій Гречило.

## Опис герба
У зеленому полі зі золотої основи виростає золота ялина, перед якою стоїть срібний вовк із червоним язиком.

## Зміст
Вовк і ялинка вживалися на печатках сільської громади ще у ХІХ ст. Символ вовка є номінальним, бо вказує на назву поселення.